# Dejl Karnegi
Dejl Harbison Karnegi (24.11.1888, Misuri – 1.11.1955, Njujork) je bio američki pisac i predavač. Teme o kojima je pisao i predavao su vezane uglavnom za samounapređivanje ličnih osobina, razvijanje trgovačkih sposobnosti, razvijanje timskog duha i funkcionisanje u timu, javni govor i interpersonalne veštine. 
Rođen u siromašnoj porodici na farmi u Misuriju, tragao je za uspehom i načinima koji dovode do uspeha. 
Autor je bestselera koje je i danas jedan od najprodavanijih iz ove oblasti, pod nazivom “Kako steći prijatelje i uticati na ljude“ (1936). Takođe je autor knjige „Kako prestati brinuti i početi živeti“(1948), koja je mnogima pomogla da prevaziđu brojne probleme i brige koje im onemogućavaju život kakav zaslužuju.
Jedna od glavnih ideja njegovih knjiga je kako da promenimo loše navike u dobre i na koji način da se izborimo sa svakodnevnim stresom, kojim smo sve više izloženi. 

## Biografija
Rođen je 1888. godine u Misuriju (SAD), kao drugi sin siromašnog farmera Džejms Vilijam Karnegija (15.2.1852 – 18.5.1941) i majke Amanda Elizabet Harbison (21.2.1858 – 4.12.1939). Iako je kao tinejdžer, svako jutro je imao obaveze da ustane u 4 sata pre podne, kako bi nahranio krave koje su imali na farmi, uspeo je da se upiše na državni učiteljski koledž u Varensburgu (SAD). Posle završetka studija, kreće da radi kao predavač na kursu za dopisnike. Posle toga kreće sa prodajom slanine, sapuna i sala za kompaniju Armour & Company. Ubrzo je postao veoma uspešan u oblasti prodaje, pa je postao nacionalni lider ove kompanije.
Posle prve ušteđevine od 500$ (što je danas približno 12500$), Dejl daje otkaz i ispunjava svoj životni san, a to je da bude predavač na Institutu Chautauqua . 
Završio je američku Akademiju dramskih umetnosti u Njujorku. Nije se proslavio kao glumac, iako je glumio u TV Šou Dr. Hartlija. Posle završenog snimanja vratio se u Njujork, nezaposlen. Tada je došao na ideju da uči javni govor, zatim je ubedio jednog od menadžera da daje instrukcije odeljenju u zamenu za 80% ostvarenog prihoda. 
Na prvom predavanju koje je trebao da održi nije imao pripremljenu temu. Improvizujući, predložio je da učenici pričaju na temu “Ono što ih čini besnim” i otkrio tehniku koja čini govornike neustrašivim pred velikim auditorijumom. Od tog događaja, 1912 godine, Dejl Karnegi je pokrenuo kurs. Nedugo posle toga, 1914 godine, pružao je pomoć prosečnim amerikancima kako da imaju više samopouzdanja i od tih kurseva je zarađivao oko 500$ tadašnjih, sedmično.
Jedna od njegovih najvećih marketinških strategija, koje su mu pomogle da dođe do širokog auditorijuma, jeste promena svoga prezimena, sa starog “Carnegey” na novo “Carnegie”. To je učinio u vreme kada je Andrew Carnegie bio jedan od uticajnijih industrijalaca. 
Radio je kao asistent Louel Tomasa, na snimanju fima „With Allenby in Palestine and Lawrence in Arabia“. Do 1916. Dejl je počeo da iznajmljuje “ Karnegijevu Halu”, da bi je kasnije otkupio i preimenovao. Ova građevina se nalazi na Menhetnu, Njujork. Karnegijeva prva kolekcija spisa je imala naziv “Javni govor: praktičan kurs za poslovne ljude” (1926) a sledeća knjiga koju je objavio je “Javni nastup i kako uticati na ljude”. Ova knjiga je ubrzo postal bestseller (1932).Sledeća objavljena knjiga koja ga je dodatno proslavila je “Kako steći prijatelje i uticati na ljude”. Od godine objave 1936. knjiga je postal bestseller.Posle Karnegijeve smrti, tiraž prodatih knjiga je premašio 5 miliona, napisan na 31 jeziku. Za vreme njegovog života, 450 000 je diplomiralo na Dale Carnegie Institute.
Za vreme Prvog svetskog rata, služio je američkoj vojsci. Početkom rata se razvodi od supruge, da bi pred kraj istog rata (5. Novembra 1944) oženio Dorothy Price Vanderpool (1913–1998), od koje se kasnije razveo.
1955. umire u Forest Hilsu, Njujork.Sahranjen je u Beltonu, Misuri.Zvanična biografija navodi da je umro 1. Novembra 1955. od Hodkinsonove bolesti, dodatno zakomplikovane sa uremijom.

## Kako steći prijatelje i uticati na ljude
Objavljena 1936, ova knjiga je još uvek jedna od najpopularnijih u ovoj oblasti, a poslužila je mnogim poslovnim ljudima da razviju svoje komunikacione veštine i shvate koncepte prijateljstva, tj. na čemu se prijateljstvo zasniva. Podeljena na 4 dela, knjiga sadrži uputstva kojih se treba pridržavati kako bi imali veće šanse za uspehom u poslovnom i privatnom životu. Četiri celine koje sadrži knjiga su:
1. Prvi deo: Osnovne tehnike rukovanja sa ljudima
2. Drugi deo: 6 načina kako prilagoditi ljude sebi
3. Treći deo: Kako se prilagoditi ljudima da misle kao ti
4. Četvrti deo: Budi lider – kako promeniti ljude bez napada i izazivanja ogorčenosti

## Ostale knjige
(Neke od njih su posle Karnegijeve smrti dorađivane, uglavnom od njegovih učenika)
- 1915: Art of Public Speaking[1], u saradnji sa Joseph Berg Esenwein
- 1920: Public Speaking: the Standard Course of the United Y. M. C. A. Schools
- 1926: Public Speaking: a Practical Course for Business Men
- 1932: Lincoln, the Unknown
- 1934: Little Known Facts About Well Known People
- 1936: How to Win Friends and Influence People
- 1937: Five Minute Biographies.
- 1937: Public Speaking and Influencing Men in Business
- 1956: How to Develop Self-Confidence and Influence People by Public Speaking
- 1944: Dale Carnegie's Biographical round-up
- 1948: How to Stop Worrying and Start Living
- 1959: Dale Carnegie's Scrapbook: a Treasury of the Wisdom of the Ages. A selection of Dale Carnegie's writings edited by Dorothy Carnegie.
- 1962: The Quick and Easy Way to Effective Speaking. (Četvrta verzija je bazirana na beleškama Dejla Karnegija, a autor je Doroti Karnegi)
- 2005: Public Speaking for Success

## Priručnici
(navedeni priručnici su uglavnom korišteni na kursevima koje je vodio Dejl Karnegi)
- 1938: How to Get Ahead in the World Today
- 1936: The Little Golden Book (later renamed The Golden Book, lists basics from HTWFIP and HTSWSL)
- 1946: How to Put Magic in the Magic Formula
- 1947: A Quick and Easy Way to Learn to Speak in Public. (later combined as Speak More Effectively, 1979)
- 1952: How to Make Our Listeners Like Us.(later combined as Speak More Effectively, 1979)
- 1959: How to Save Time and Get Better Results in Conferences (later renamed Meetings: Quicker & Better Results)
- 1960: How to Remember Names (later renamed as Remember Names)
- 1965: The Little Recognized Secret of Success (later renamed Live Enthusiastically)
- 1979: Apply Your Problem Solving Know How

## Spoljašnje veze
- Dejl Karnegi-trening
- Umetnost javnog govora (besplatno preuzimanje engleske verzije) Архивирано на веб-сајту  (18. мај 2015)
- Životno dele Dejl Karnegija na projektu Gutenberg